# John Glascock
John Glascock (Islington, Londres, Inglaterra, 2 de mayo de 1951 - Londres, Inglaterra, 17 de noviembre de 1979) fue bajista y segunda voz de Jethro Tull desde diciembre de 1975 hasta agosto de 1979, año en que falleció, a los 28 años, como resultado de un defecto congénito del corazón.

## Inicios como músico e ingreso en Jethro Tull
Glascock fue el primer Bass Master de carrera que ingresó en Jethro Tull: un músico completamente profesional, procedente de otras bandas. Su proyecto anterior a su incorporación al grupo liderado por Ian Anderson fue Carmen, un innovador conjunto anglo-estadounidense que combinó el rock progresivo con el flamenco. El grupo tuvo un apreciable éxito en sus dos primeros discos, cuya dirección musical corrió a cargo de Tony Visconti, entonces productor de David Bowie. Desde 1973 hasta 1975, con la disolución de la banda, Glascock se ocupó del bajo, las armonías vocales y segundas voces, la guitarra, los teclados (ocasionalmente); y la voz solista en numerosos temas, como "The City", "Dancing On a Cold Wind", "The Horseman" o "High Time". 

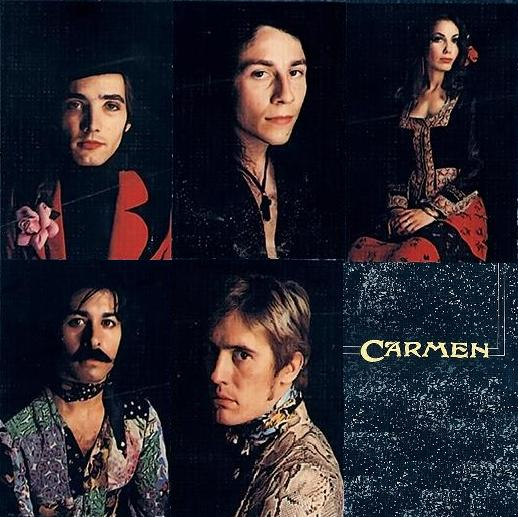
John Glascock (segundo por arriba) en su etapa con el grupo Carmen

Antes de Carmen, con tan solo 11 años había formado parte de The Juniors (1962 - 1964) , donde coincidió con el que sería miembro de los Rolling Stones, Mick Taylor. Posteriormente perteneció a The Gods (1965 - junio de 1967, septiembre de 1967 - febrero de 1969) -donde compartió protagonismo con los futuros miembros de Uriah Heep, Ken Hensley y Lee Kerslake, Head Machine (1970), Toe Fat (junio de 1969 - diciembre de 1970) y Chicken Shack enero de 1971 - marzo de 1972) .
Glascock ocupó en Jethro Tulll la vacante de Jeffrey Hammond-Hammond (previamente a él, '[Glenn Cornick]] fue el primer bajista de la banda). Su ingreso vino propiciado por la participación de Carmen como grupo telonero de Jethro Tull, durante la gira de 1976, titulada War Child lo que motivó la decisión de Ian Anderson, el líder del grupo, tras un examen de selección. John Glascock participó junto a Jethro Tull en los álbumes Too Old to Rock 'n' Roll: Too Young to Die!, Songs from the Wood, Ring Out, Solstice Bells (EP), Heavy Horses, Bursting Out y Stormwatch, permaneciendo un total de cuatro años como miembro de la banda y contribuyendo de manera determinante a la redefinición del sonido del grupo.

## Técnica, estilo y contribución
Su gran talento y pasión por la música, su fina técnica como bajista y su voz melódica - influenciada por el estilo de Paul McCartney, a quien conoció en su etapa en The Juniors- han sido elogiados abiertamente por músicos del renombre de Ritchie Blackmore , Barriemore Barlow o su compañero en Jethro Tull, el virtuoso maestro de la guitarra Martin Lancelot Barre. 
Glascock fue un músico y cantante de gran personalidad y solvencia, resultando su ingreso un revulsivo estimulante para la música de Jethro Tull por la solidez de su tempo, su admirable independencia como instrumentista-vocalista (era capaz de tocar partituras de tiempos muy complejos -incluso compases de amalgama- mientras cantaba líneas de solista), su profunda comprensión del concepto de grupo y su dominio de las escalas y los diferentes estilos (que incluían el flamenco, el jazz, el folk y el rock).
Zurdo cerrado, tocaba sin embargo en posición de bajista diestro (como lo hace el guitarrista Mark Knopfler, por ejemplo), lo que confirió un carácter muy personal a su técnica de pulsación. Además, se ocupaba de la guitarra eléctrica -incluso con técnica de bottleneck, que dominaba- cuando resultaba exigido por el arreglo de la pieza: es el caso, por ejemplo, de la versión de "Skating Away (On the Thin Ice of the New Day)", del álbum en directo Bursting Out, en tanto Martin Lancelot Barre se encontraba tocando la marimba . 
Tanto en estudio como en directo, con Jethro Tull utilizó frecuentemente los modelos de bajo eléctrico Fender Precision Bass, Fender Jazz Bass y Music Man Stingray -si bien en su etapa previa con Carmen solía alternar con un Rickenbacker 4003, usando un Yamaha acústico cuando era necesario. Sus amplificadores habituales fueron los Martin y los Crown, convenientemente preamplificados. Esporádicamente también trabajó con amplificadores 'Marshall de válvulas. Glascock era escrupuloso con el cambio constante de las cuerdas de sus instrumentos, buscando un sonido rotundo que explotase al máximo el partido de su magnífica pulsación . 
Su estilo era limpio y preciso, original e innovador (en Carmen llegó incluso a utilizar el efecto de pedal fuzz en temas como "Viva mi Sevilla", de 1974, hecho realmente inusual para la época): vigoroso en el aspecto rítmico y muy expresivo en el melódico, formó una base sumamente eficaz junto a Barriemore Barlow a la batería. De poderosa imagen y presencia escénicas, en directo resultaba especialmente brillante la colaboración de Glascock con el virtuoso guitarrista Martin Lancelot Barre, doblando a menudo sus frases de guitarra, al unísono o mediante armonías -con idéntica velocidad de digitación- y tocando el bajo con acordes, acentuando la riqueza polifónica del grupo y componiendo memorables interpretaciones, por su riqueza musical y su complejidad de ejecución, como la de "Minstrel in the Gallery" (donde resulta destacable, además, su sólido apoyo vocal, al inicio del tema). .

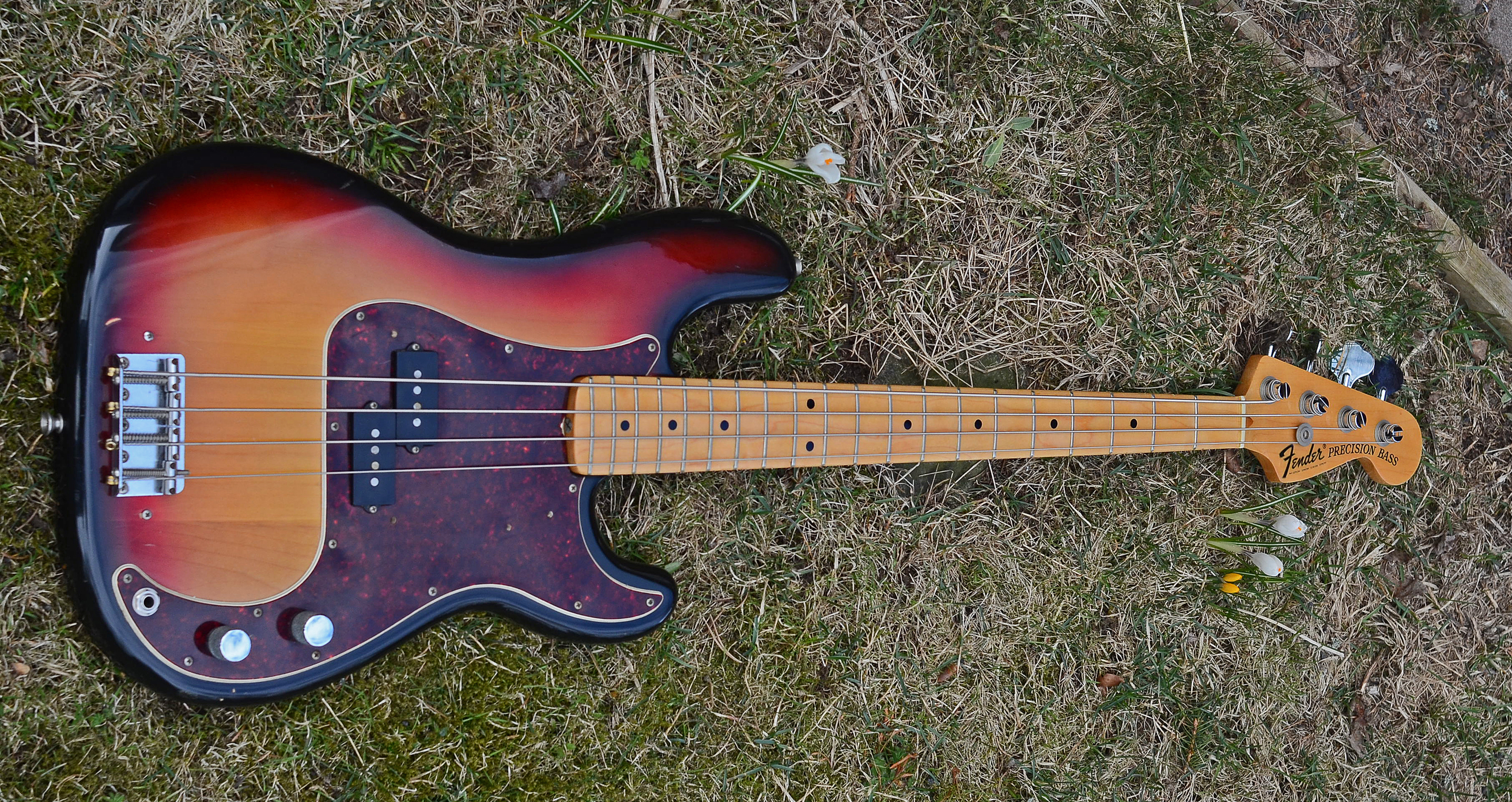
El modelo predilecto de John Glascock: Fender Precision Bass

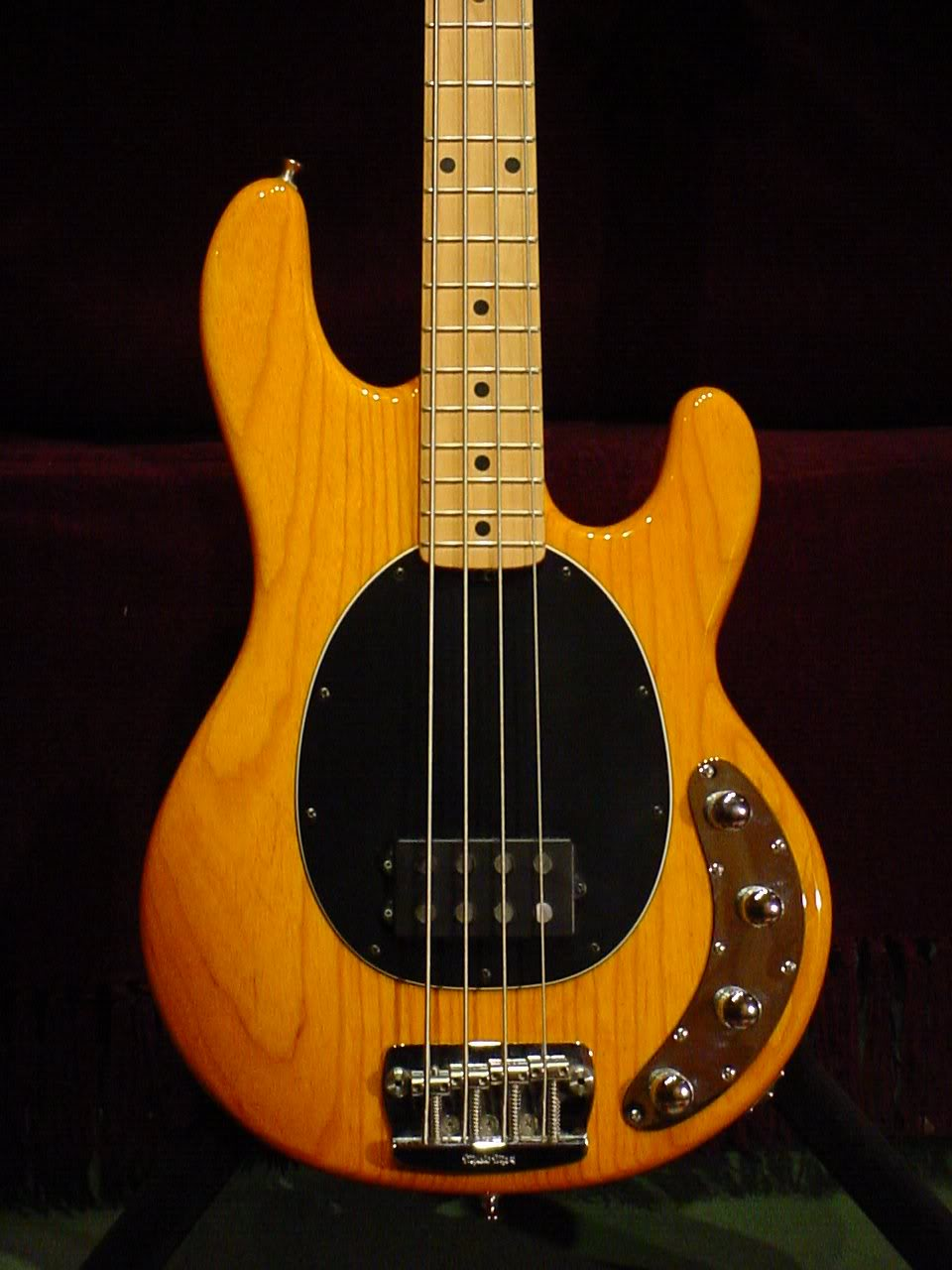
Modelo de Music Man Stingray, usado por John Glascock

De técnica elegante y sumamente versátil, acostumbraba a utilizar la púa para tocar, consiguiendo un ataque robusto y muy articulado, especialmente con sus modelos Fender; pero dominaba igualmente la digitación sin plectro, así como el arpegiado con el pulgar, el índice y el corazón (o fingerpicking), como por ejemplo en temas como "Velvet Green". El inquieto genio musical de Glascock resultaba especialmente expresivo cuando combinaba diferentes técnicas en estudio, como en el caso de su matizado trabajo en la canción "Journeyman", de Heavy Horses, en 1978.
Excelente cantante, con tesitura de barítono ligero, de amplio registro y cálido timbre, desde su entrada en el grupo John Glascock fue la segunda voz del solista Ian Anderson, contribuyendo definitivamente a la redefinición del personal sonido de la banda y a ampliar la riqueza de su tímbrica. Realizaba las armonías -en rango agudo y grave- y, muy frecuentemente, en directo doblaba la línea vocal de su líder al unísono. El sutil y original trabajo vocal conjunto de Ian Anderson y John Glascock en Too Old to Rock 'n' Roll: Too Young to Die!, Songs from the Wood y Heavy horses resultó elogiado unánimemente por la crítica especializada. El dúo vocal ofrecía un empaste sólido y sumamente preciso, que destacaba en directo en temas como "Hunting Girl" (canción en cuyas presentaciones, debido a esta exactitud en su fraseo, Ian Anderson solía bromear con Glascock. Así, por ejemplo, en el concierto del 2 de febrero de 1977 en el Golders Green Hippodrome de Londres, donde alude a él como The New boy, mientras enarbola una fusta; o en la versión de Bursting Out en 1978, donde la censura emborronó con un pitido la broma de Anderson hacia John: Laying to rest any rumors that John Glascock is a kinky bastard who likes to be thrashed severely across the bum).
En estudio, el dúo vocal Anderson-Glascock deslumbró, por su calidad y carácter, en el tema "Ring Out, Solstice Bells", un villancico laico que daba título al EP lanzado en 1976 por el grupo en conmemoración del solsticio de invierno.

## Enfermedad y muerte
Los problemas de salud de Glascock -quien arrastraba una severa dolencia de corazón desde su nacimiento- se manifestaron seriamente en 1979 y le impidieron tocar en la gira de promoción del álbum Heavy Horses, perdiendo de ese modo la oportunidad de participar en una importante emisión radiotelevisiva transatlántica desde el Madison Square Garden de Nueva York (debió ser sustituido, en el último momento, por Tony Williams. El diagnóstico médico fue gravísimo: tenía una válvula dañada, en su ya de por sí muy débil corazón, a causa de una infección. Su última aparición con Jethro Tull en directo fue el 1 de mayo de 1979 en San Antonio, Texas. 
Durante la producción del disco Stormwatch, ya muy abatido por su enfermedad, John Glascock debió abandonar el estudio y la mayoría de las partes de bajo y segundas voces debieron ser grabadas sin él: sólo tomo parte en los temas "Orion", "Flying Dutchman" y "Elegy". 
Glascock fue sometido a una operación cardiaca, a vida o muerte, en un desesperado intento médico para salvarle. En la gira promocional siguiente, Ian Anderson tuvo que informar a la banda y posteriormente a la prensa de la triste noticia de la pérdida de John Glascock, muy apreciado, tanto en su grupo como en la profesión, por su gran talento y su carácter abierto, amigable, muy afable y afectuoso. Barriemore Barlow, baterista, el más cercano amigo de John Glascock, completamente consternado por el hecho, dejó Jethro Tull al finalizar la gira. Tras la muerte de Glascock y la marcha de Barlow, el grupo sufrió una radical remodelación, quedando solamente -de los miembros originales- Ian Anderson y Martin Lancelot Barre.
John Glascock fue reemplazado en Jethro Tull por Dave Pegg.
Ian Anderson, en 2002, en un emotivo gesto, dedicó la remasterización de Too Old to Rock 'n' Roll: Too Young to Die! a la memoria del gran músico y amigo prematuramente muerto:
"Lamentablemente, John Glascock falleció demasiado pronto a causa de las complicaciones de una intervención quirúgica, motivada por una afección cardiaca congénita. Recuerdo a John en su plenitud, en aquellos  tiempos, durante su estancia junto a nosotros, pletórico de entusiasmo y de pasión por la música y la vida. Por ello, le dedicamos a él esta edición remasterizada del disco".

## Discografía

### Con The Juniors
- There's a Pretty Girl/Pocketsize (single, 1962, Decca)

### Con The Gods
- Genesis (1968, Columbia)
- To Samuel a Son (1968, Columbia)
- Baby's Rich/Somewhere in the Street (single, 1968, Columbia)
- Hey Bulldog/Real Love Guaranteed (single, 1968, Columbia)
- Maria/Long Time, Bad Time, Sad Time (single, 1970, Columbia)
- The Gods Featuring Ken Hensley (1976, EMI)

### Con Toe Fat
- Toe Fat (1970, Motown)
- Orgasm (1970, Motown)

### Con The Chicken Shack
Imagination Lady (1972, Deram)

### Con Carmen
- Fandangos in Space (1973, Airmail)
- Dancing on a Cold Wind (1974, Airmail)
- The Gypsies (1975, Mercury)

### Con Jethro Tull
- ''Too Old to Rock 'n' Roll: Too Young to Die! (1976, Chrysalis)
- Songs from the Wood (1977, Chrysalis)
- Ring Out, Solstice Bells (EP)(1976/77, Chrysalis)
- Heavy Horses (1978, Chrysalis)
- Live – Bursting Out (1978, Chrysalis)
- Stormwatch (1979, Chrysalis)

### Artista invitado (bajo y voz)
- Maddy Prior – Woman In The Wings (1978, Chrysalis)
- Richard Digance – Commercial Road (1979, Chrysalis)

### Productor
- Lyn Christopher – Harmony/Siren Of The Sea (single, 1975, Granite Records. Cara B producida por John Glascock, Paul Fenton y David Allen).